# Paruyr Sevak (Ararat)
Paruyr Sevak (in armeno Պարույր Սևակ?) è un comune dell'Armenia di 723 abitanti (2008) della provincia di Ararat.